# Acanthis cabaret
Acanthis flammea cabaret (лат.) — подвид воробьиных птиц из семейства вьюрковых (Fringillidae). Иногда его считают подвидом Acanthis flammea, хотя Британский союз орнитологов недавно[когда?] разделил их.

## Описание
Длина 11,5—12,5 см. Размах крыльев 20,0—22,5 см. Вес 9—12 г.

## Биология
Самка 12—15 дней насиживает яйца. Самец в это время её кормит.

## Распространение
Раньше ареал почти ограничивался Ирландией, Великобританией и Альпами, но в последние десятилетия он очень расширился в Европе. Вид завезен в Новую Зеландию, распространился в Австралии и на некоторых островах.
В южной части Норвегии ареалы вида Acanthis cabaret и подвида Acanthis flammea flammea накладываются. Однако их симпатрия пока не может быть убедительно показана.